# Златна морска гъба
Златните морски гъби (Aplysina aerophoba) са вид рогови от семейство Aplysinidae.
Таксонът е описан за пръв път от Джандоменико Нардо през 1833 година.